# Giovanni Zonaro
Giovanni Zonaro, en italiensk amatörastronom.
Minor Planet Center listar honom som G Zonaro och som upptäckare av 1 asteroider.
Den 27 augusti 1994 upptäckte han tillsammans med Plinio Antolini, asteroiden 12777 Manuel.